# Mycalesis drusia
Mycalesis drusia är en fjärilsart som beskrevs av Pieter Cramer 1780. Mycalesis drusia ingår i släktet Mycalesis och familjen praktfjärilar. Inga underarter finns listade i Catalogue of Life.